# Miloslav Holman
Miloslav Holman (12. května 1919 Praha – 8. února 1998 tamtéž) byl český fotbalista, sportovní redaktor a reportér.

## Profesní kariéra
Vyučil se zámečníkem, poté studoval na Střední průmyslové škole strojnické a v letech 1940–1945 pracoval ve Škodových závodech Plzeň. Od roku 1942 působil jako zpravodaj-externista v plzeňském deníku Nová doba. Po druhé světové válce pracoval jako konstruktér ve strojírenských závodech v Teplicích a spolupracoval s Krušnohorským rozhlasem. Poté byl redaktorem v Mladé frontě a k 16. lednu 1950 nastoupil do Československého rozhlasu.
Začínal v rozhlasové stanici v Ústí nad Labem, kde se věnoval také reportérské tvorbě a vypomáhal i jako hlasatel. V roce 1951 přešel na vlastní žádost do Plzně. Pro svou všestrannost byl vybrán jako zpravodaj Československého rozhlasu v Moskvě (1957–1960). Po návratu ze Sovětského svazu zamířil do pražské redakce Československého rozhlasu.
Ve sportovní redakci, kterou krátce také vedl, reportoval především cyklistiku (mj. Závod míru), krasobruslení, kopanou a menší sporty. Po reorganizaci Hlavní redakce zpravodajství přešel na vedoucí místo reportážního oddělení. Byl spoluautorem sedmi rozhlasových publikací společně s Karlem Malinou, které popisovaly zákulisí domácího i světového sportu a věnovaly se i zajímavostem kolem společenského a kulturního života.
Sportovní redakci vedl do roku 1984 a jako redaktor-komentátor v ní setrval až do roku 1990.

## Hráčská kariéra
V československé lize nastoupil za Technomat Teplice v jednom zápase, aniž by skóroval (3. září 1950). Za Teplice nastupoval také v první sezoně klubu (1945/46).

### Prvoligová bilance
| Ročník             | Zápasy | Góly | Minuty | Klub                  |
| ------------------ | ------ | ---- | ------ | --------------------- |
| I. liga 1950       | 1      | 0    | 90     | ZSJ Technomat Teplice |
| CELKEM I. ČS. LIGA | 1      | 0    | 90     |                       |

## Knižní dílo
- U mikrofonu byli… (s Karlem Malinou, Novinář, Praha 1977)
- Letadlo z Pisy obsazeno (s Karlem Malinou, Reportér, Praha 1981)
- Co se nevešlo do mikrofonu (s Karlem Malinou, Panorama, Praha 1983)
- Co jsme do mikrofonu neřekli (s Karlem Malinou, Letokruhy, Plzeň 1993)
- S mikrofonem za sportem (s Karlem Malinou, Delta, Kladno 1997)